# Hohenloher Spezial-Maschinenbau
Hohenloher Spezial-Maschinenbau (HSM) ist ein Forstmaschinenhersteller aus Neu-Kupfer (Gemeinde Kupferzell im Hohenlohekreis im nordöstlichen Baden-Württemberg).

## Geschichte
Die Brüder Friedrich-Karl Fürst zu Hohenlohe-Waldenburg und Hubert Prinz zu Hohenlohe-Waldenburg gründeten 1967 die Hohenloher Spezial-Maschinenbau GmbH & Co. KG (kurz: HSM) für den Vertrieb, Kundendienst und die Entwicklung von Maschinen für die Forstwirtschaft.
Zunächst wurden im Rahmen von Importverträgen ausschließlich Maschinen von ausländischen Herstellern vertrieben. Bereits in den 1970er Jahren wurden eigene Forstmaschinen entwickelt und gebaut wie mobile Stammholzentrindungsanlagen oder Dreipunktwinden.
Im Jahr 1978 erfolgte die Entwicklung der ersten Forstspezialschlepper vom Typ HSM 704. Hergestellt wurden diese Maschinen von einem Partner, der Fa. Adler in Wolfegg, welche auch die Doppeltrommel-Seilwinden produzierten.
Weitere Meilensteine in der Firmengeschichte waren die Seilschlepper (Skidder) HSM 906 (1985), der Zangenschlepper 904Z (1988), 6- und 8-Rad-Forwarder (1998) und schließlich 6- und 8-Rad-Holzvollernter (Harvester) seit 2004. Somit verfügt das Unternehmen heute über ein Vollsortiment an Forstmaschinen, da auch Harvesterköpfe hergestellt werden.

## Produkte

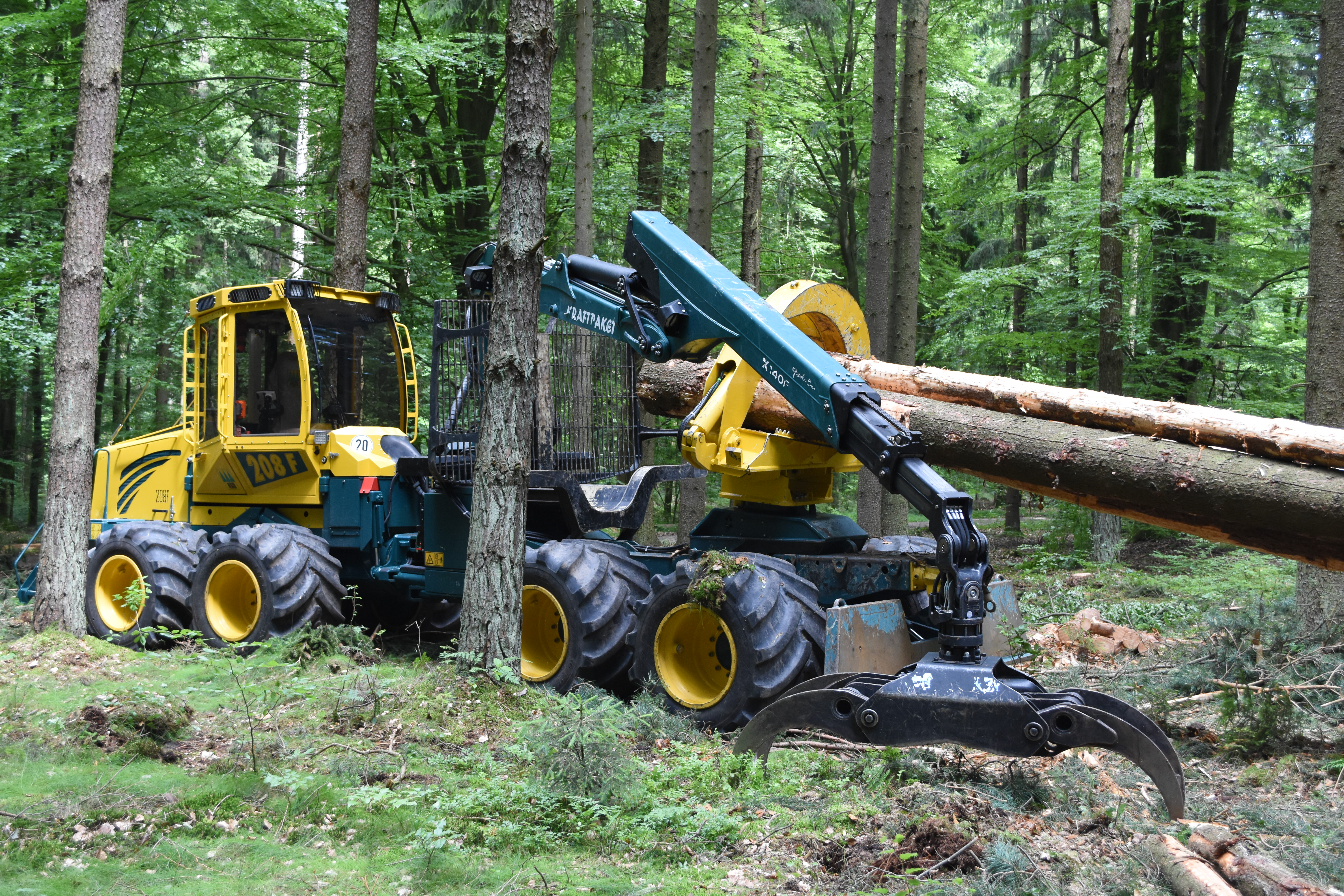
HSM Kranrückezug (Skidder) vom Typ 208F

- Harvester
- Forwarder
- Skidder
- Forstspezialschlepper
- Windenunterstützte Fahrantriebe

## Standorte
Neben der HSM-Zentrale in Neu-Kupfer sowie der HSM Produktion in Wolfegg gibt es seit 2003 noch den Produktionsstandort in Sehma/Sachsen (Fa. CTL). Darüber hinaus gibt es die europäischen Standorte in Frankreich (HSM France) und Russland (HSM St. Petersburg). Zudem sind verschiedene europäische Händler für HSM aktiv.

## EU-Projekt Forwarder 2020
Im Rahmen einer nachhaltigen Forstwirtschaft wurde seitens der EU das Projekt Forwarder 2020 initiiert; Projektlaufzeit: 10/2016 – 09/2019. Infolgedessen wurde 2019 in Rumänien der zweite Prototyp der Öffentlichkeit vorgestellt. Das Steinbeis-Europa-Zentrum hat HSM bei der Antragstellung und den Vertragsvereinbarungen mit der EU mitkonzipiert und unterstützt. Als Projektpartner unterstützte es die Forschung, Entwicklung und den Wissenstransfer. Insgesamt sind 14 Projektpartner daran beteiligt.